# Pet dobrih careva
Naziv razdoblja koje označava period najveće moći, slave i prosperiteta Rimskog carstva. Traje od 96. do 180., tijekom kojeg se perioda na vlasti izmijenilo pet pametnih i sposobnih careva. To su:
Nerva 96. – 98.
Trajan 98. – 117.
Hadrijan 117. – 138.
Antonin Pio 138. – 161.
Marko Aurelije 161. – 180., (suvladar Lucije Ver 161. – 169.)